# Agrius decolora
Agrius decolora är en fjärilsart som beskrevs av Edwards 1882. Agrius decolora ingår i släktet Agrius och familjen svärmare. Inga underarter finns listade i Catalogue of Life.